# May Whitty
Pour les articles homonymes, voir Whitty.
Dame May Whitty (née Mary Louise Whitty) est une actrice anglaise, née le 19 juin 1865 à Liverpool en Angleterre et morte le 29 mai 1948 à Beverly Hills en Californie. 

## Biographie
Anoblie en 1918 en reconnaissance de ses œuvres de charité pendant la Première Guerre mondiale, elle reçoit le titre de Dame. Dès lors, elle est régulièrement créditée Dame May Whitty aux génériques des films.
Après une carrière à succès au théâtre (dès 1890), elle est nommée aux Oscars en 1938 pour La Force des ténèbres et en 1943 pour Madame Miniver. Elle tient aussi le rôle-titre de Une femme disparaît d'Alfred Hitchcock.

## Filmographie

### Cinéma
- 1914 : Enoch Arden de Percy Nash : Miriam Lane
- 1915 : The Little Minister de Percy Nash : Nanny Webster
- 1920 : Colonel Newcombe, the Perfect Gentleman de Fred Goodwins : Mme Mackenzie
- 1937 : La Force des ténèbres (Night Must Fall) de Richard Thorpe : Mme Bramson
- 1937 : La Treizième Chaise (The Thirteenth Chair) de George B. Seitz : Mme Rosalie La Grange
- 1937 : Marie Walewska (Conquest) de Clarence Brown : Laetitia Bonaparte
- 1938 : J'ai retrouvé mes amours (I Met My Love Again) de Joshua Logan et Arthur Ripley : Tante William
- 1938 : Une femme disparaît (The Lady vanishes) d'Alfred Hitchcock : Miss Froy
- 1939 : Raffles, gentleman cambrioleur (Raffles) de Sam Wood : Lady Kitty Melrose
- 1940 : A Bill of Divorcement de John Farrow :
- 1941 : Une nuit à Lisbonne (One Night in Lisbon) d'Edward H. Griffith : Florence
- 1941 : Soupçons (Suspicion) d'Alfred Hitchcock : Mme Martha McLaidlaw
- 1942 : Madame Miniver (Mrs Miniver) de William Wyler : Lady Beldon
- 1942 : Pilotes de chasse (Thunder Birds) de William A. Wellman : Lady Jane Stackhouse
- 1943 : L'Amour travesti (Slightly dangerous), de Wesley Ruggles : Baba
- 1943 : Requins d'acier (Crash Dive) d'Archie Mayo : Grand-mère
- 1943 : Tessa, la nymphe au cœur fidèle (The Constant Nymph) de Edmund Goulding : Lady Longborough
- 1943 : Fidèle Lassie (Laissie come home) de Fred M. Wilcox : Dally Fadden
- 1943 : Obsessions (Flesh and Fantasy) de Julien Duvivier : Lady Pamela Hardwick
- 1943 : Madame Curie de Mervyn LeRoy : Mme Eugène Curie
- 1944 : Hantise (Gaslight) de George Cukor : Miss Thwaites
- 1944 : Les Blanches Falaises de Douvres (The white cliffs of Dover) de Clarence Brown : Nanny
- 1945 : Le Calvaire de Julia Ross (My Name Is Julia Ross) de Joseph H. Lewis : Mme Hughes
- 1947 : Le Pays du dauphin vert (Green Dolphin street) de Victor Saville : La Mère supérieure
- 1947 : Le Souvenir de vos lèvres (This Time for Keeps) de Richard Thorpe : Grand-mère Cambaretti
- 1947 : Quand vient l'hiver (If Winter Comes) de Victor Saville : Mme Perch
- 1948 : Le Signe du Bélier (The Sign of the Ram) de John Sturges : Clara Brastock
- 1948 : Sa dernière foulée (The Return of October) de Joseph H. Lewis : tante Martha Grant